# فربيون أليف الرمال
فربيون أليف الرمال (الاسم العلمي: Euphorbia psammophila) هو نوع من النباتات يتبع جنس الفربيون من الفصيلة الفربيونية.